# 克羅斯克里克 (佛羅里達州)
克羅斯克里克（英語：Cross Creek）是位於美國佛羅里達州阿拉楚阿縣的一個非建制地區。該地的面積和人口皆未知。

## 地理
克羅斯克里克的座標為29°29′11″N 82°09′42″W / 29.48639°N 82.16167°W，而該地的平均海拔高度為18米（即59英尺）。